# ヤワ

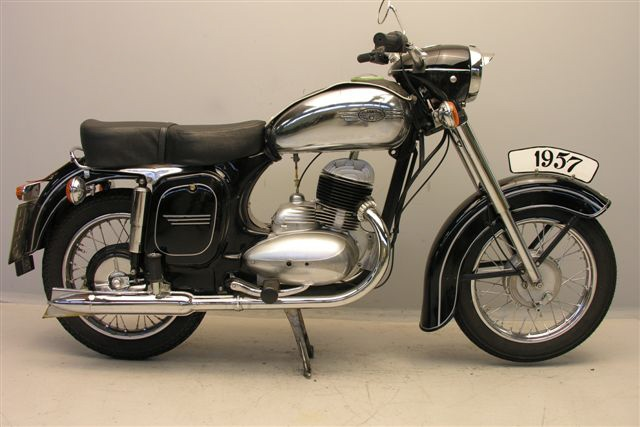
250 タイプ353（1958年）

ヤワ（Jawa ）はチェコ共和国のオートバイメーカーである。1929年（当時はチェコスロバキア）に設立された。

## 歴史

### 設立
1929年にドイツのオートバイメーカーであるヴァンダラー社が倒産した際、チェコスロバキアのヤナチェック・アーマメンツ・ファクトリーがヴァンダラーのオートバイに関する権利を買い取り、社名をヤナチェック・ヴァンドラー（Janacek Wanderer）とした。後に短縮されてヤワとなった。
この時に買い取った元々ヴァンドラーが開発した4サイクル500ccのシャフトドライブ単気筒モデルがヤワの第1号モデルである。このモデルのOHVエンジンは18馬力を発揮し、燃費は約17km/リットルだった。このオートバイは当時としては高価なものだったが信頼性は高く、1929年10月23日に発売されると発売初年度からまずまずの成功を収め、また発売後も改良が続けられた。
しかし1930年代前半になると、景気の後退もあって市場ではより安くてシンプルなオートバイが求められるようになり、ヤワも需要に応じるために1932年、5馬力のヤワ175を発売した。このモデルは約70kgの小型軽量モデルであり、約29km/リットルの燃費と約80km/hの最高速度を誇った。ヤワ175は発売と同時にヒットモデルとなり、発売初年度に3000台以上を販売した。これは500ccの第1号モデルの3年間での累計販売台数のおよそ3倍の数字である。ヤワ175は、この後1946年まで生産が続けられ、最終的に27,535台が生産された。

### 4輪車の製造

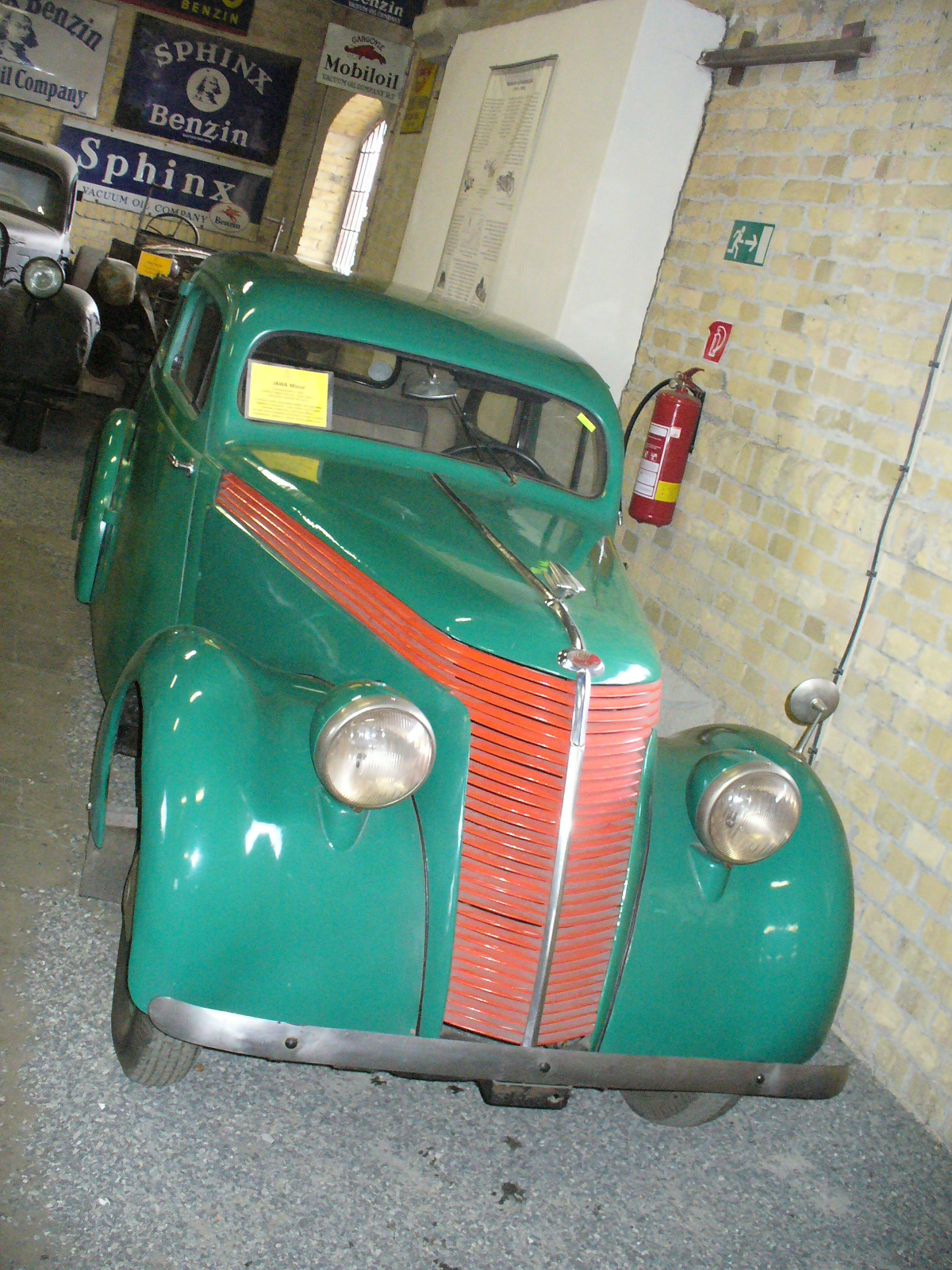
Minor（1958年）

1934年、ヤワはDKW社のモデルをベースとした4輪車であるヤワ700を発売した。1937年には改良を加えたヤワ600Minorを発表。4輪車の製造は第二次世界大戦の間限定的に続いたが、終戦と同時にほとんど造られなくなった。

### 第二次大戦後
1946年、ヤワはデュアルエグゾーストを持つ2ストローク250cc単気筒エンジンの実用的なオートバイを発売し、世界各国、特に共産主義陣営の国々に対して売り込んだ。このモデルのコピーは21世紀になってからも中国の長江モーターワークス社で生産されている。
また2ストローク350cc2気筒エンジンのモデルは世界中に輸出され、カナダのデパートチェーンであるイートンズなど様々なブランドの下で販売された。1960年代には大排気量単気筒エンジンのオートバイがシアーズ・カナダで販売されている。
共産党が勝利してチェコスロバキアが社会主義国家となってバイク産業が国有化されるなか、ヤワは1948年に同じくチェコスロバキアのオートバイメーカーであるCZと提携した。CZはオンロードモデルも製造していたがモトクロスやエンデューロといったオフロードモデルで有名なメーカーであり、提携後はトライアルモデルやエンデューロモデルがヤワとCZの両ブランドで発売された。

### モペッド
ヤワは数々の2ストロークエンジンのモペッドを製造していたが、その中の1車種である Babetta にはオートバイとしては初めての電子制御式点火装置が搭載されていた。しかし、Tranizmo ユニットと名付けられたこの初期の電子制御式点火装置はトラブルも多く、成功したとは言えなかった。現在、ヤワのモペッドは Tranizmo ユニットの故障率の高さに加えて部品の入手が困難であることから、評判が良いとは言えない。

### インドのヤワ
1950年代後半にインドで発売されたヤワのオートバイは、今なお熱狂的なファンを持っている。インドではマイソールに本拠をおく現地会社のアイデアル・ヤワ (Ideal Jawa ) によって生産された。インドのあらゆる地域でヤワの250ccモデルや、アイデル・ヤワがイェジ (Yezdi ) とブランド名を変えてからの250ccモデル、2気筒350ccモデルなどが現役として走っている。また、パッドの付いた燃料タンクや燃料タンク上にイグニッション・システムを持つヤワのオートバイは、コレクターズ・アイテムとなっている。

## レース活動

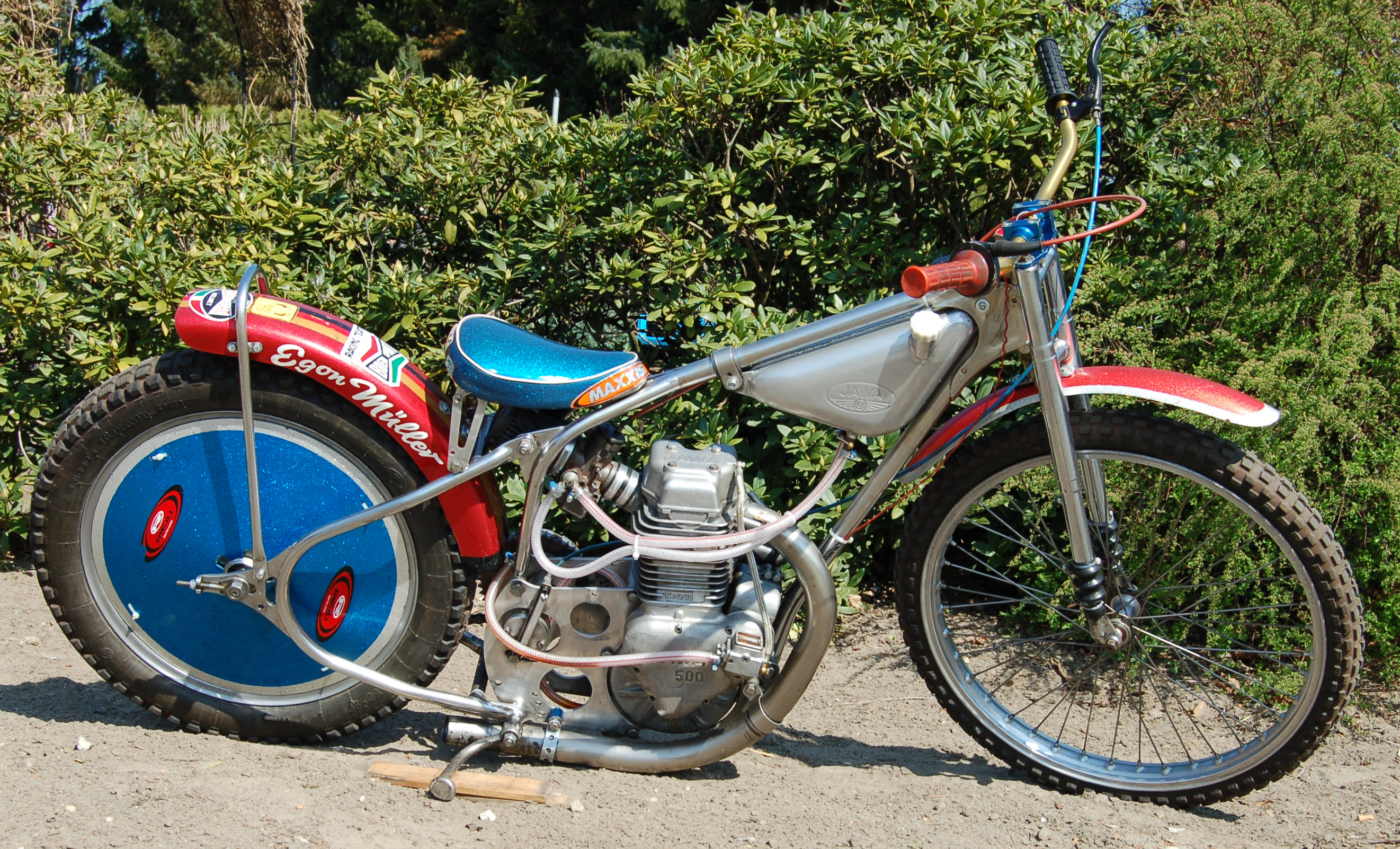
スピードウェイ500

歴史的に、ヤワは東ヨーロッパのメーカーの中では最もモータースポーツに熱心なメーカーのひとつであった。
ロードレースにおいては1960年代半ばまで世界選手権への参戦を続け、その限られた予算を考えればまずまずと言える成績を残した。2ストロークエンジンが主流となる前のモトクロスでも印象的な活躍を見せ、4ストロークエンジンが有利であったスピードウェイやアイスレースでは今なお破られていないいくつかの記録を残している。
これらのレース用オートバイを製造していた部門は1990年代の社会主義崩壊によって民営化され、現在はヤワ・スピードウェイとして別会社となっている。

## 現在

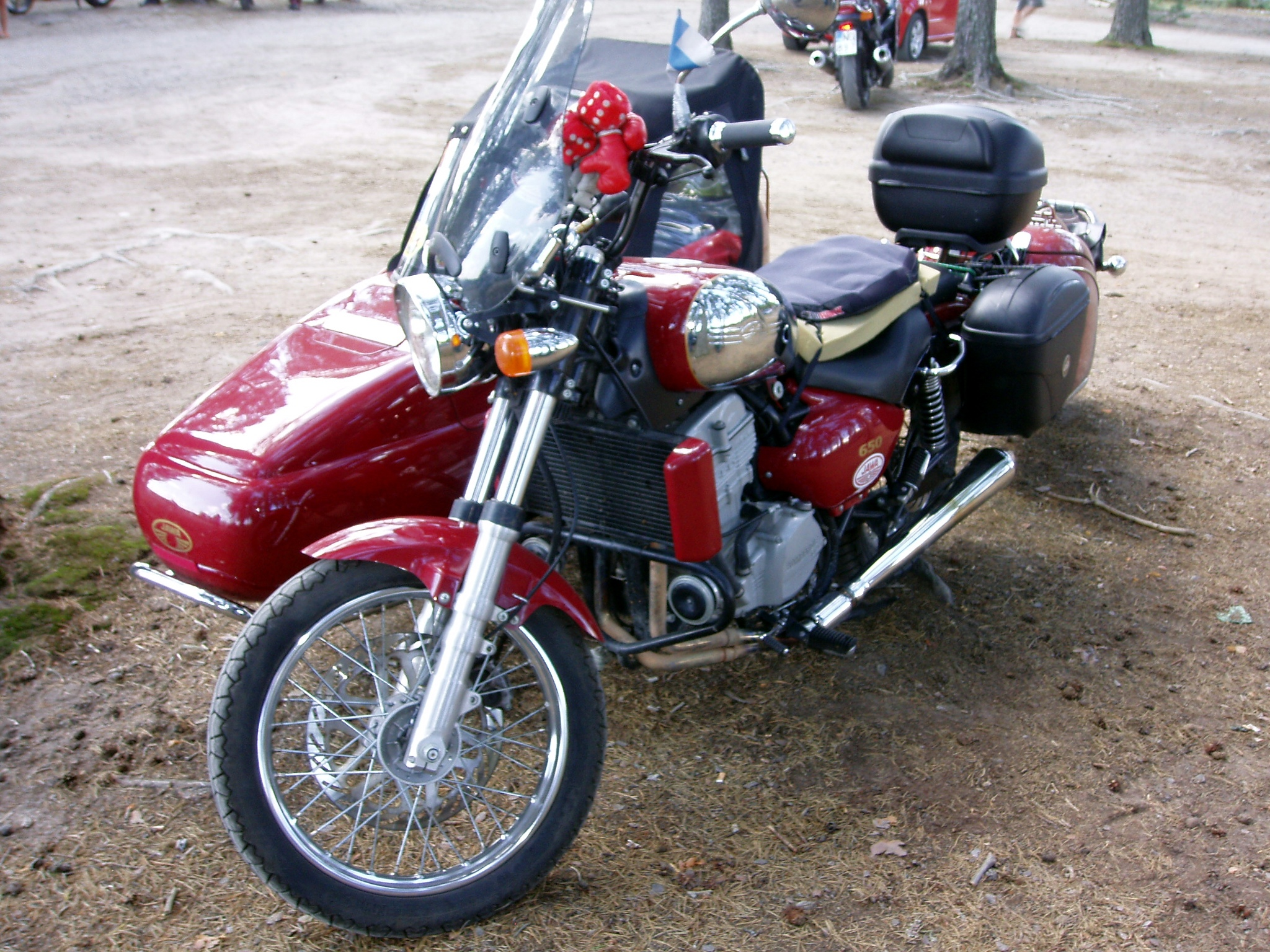
650クラシック サイドカー

チェコスロバキアにおける社会主義崩壊と連邦解体の影響により、ヤワの市販車部門とレース部門はそれぞれ別会社となった。レース部門であったヤワ・スピードウェイは順調だったが、ヤワの市販車は苦闘が続いた。
2006年時点でのヤワのラインナップは、ほぼホンダ車のコピーと言ってもよい50cc、125cc、250ccの各モデルと、BMWのF650シリーズに搭載されたものと同じロータックス製エンジンを積んだ650ccのモデルである。ヤワを象徴するモデルとも言える2ポート2ストローク単気筒エンジンの350ccモデルは、1960年代からメカニズム的にはほとんど進化していないゆえに信頼性は高かったが、世界的な2ストロークエンジンの衰退に伴って実質的に終焉を迎えている。
最大出力35.4kW/6500rpm、最大トルク57Nm/5000rpmのロータックスエンジンを搭載する650ccモデルは、3つのバリエーションがある。650クラシックはその名の通りクラシックなデザインのレトロな雰囲気を持つオートバイである。650スタイルは都会のストリートをイメージしたモデル、そして650ダカールはホンダのトランザルプを髣髴とさせるフルサイズのエンデューロモデルである。